# Wünschelruthe
Die Wünschelruthe war eine Zeitschrift der Spätromantik; sie erschien von Januar bis Juni 1818 zweimal wöchentlich mit dem Untertitel „Ein Zeitblatt“ bei Vandenhoeck & Ruprecht in Göttingen.
Die Zeitschrift wurde getragen von einem studentischen Dichterkreis, der „Poetischen Schusterinnung an der Leine“. Als Herausgeber fungierten Heinrich Straube (1794–1847) und Johann Peter von Hornthal (1794–1864), Sohn des Bamberger Bürgermeisters Franz Ludwig von Hornthal. Als weitere Beiträger konnten auch bekannte Schriftsteller gewonnen werden, darunter Clemens Brentano, die Brüder Grimm, Ernst Moritz Arndt und Achim von Arnim, sowie Göttinger Professoren und Studenten. Die Zeitschrift enthielt hauptsächlich literarische Texte, Gedichte und Erzählungen, sowie Literaturankündigungen. Ein besonderer Schwerpunkt lag auf Volksliedern und -sagen.

## Weitere bekanntere Beiträger
- August von Arnswaldt
- Georg Friedrich Benecke
- Johann Michael Franz Birnbaum
- Johann Friedrich Blumenbach
- Friedrich Wilhelm Carové
- Helmina von Chézy
- Rudolf Christiani
- Johann Dominik Fiorillo
- Johann Nikolaus Götz
- August Franz von Haxthausen
- Werner von Haxthausen
- Arnold Heeren
- Justinus Kerner
- Otto von Loeben
- Ernst von der Malsburg
- Johann Heinrich Menken
- Wilhelm Müller
- Martin Opitz

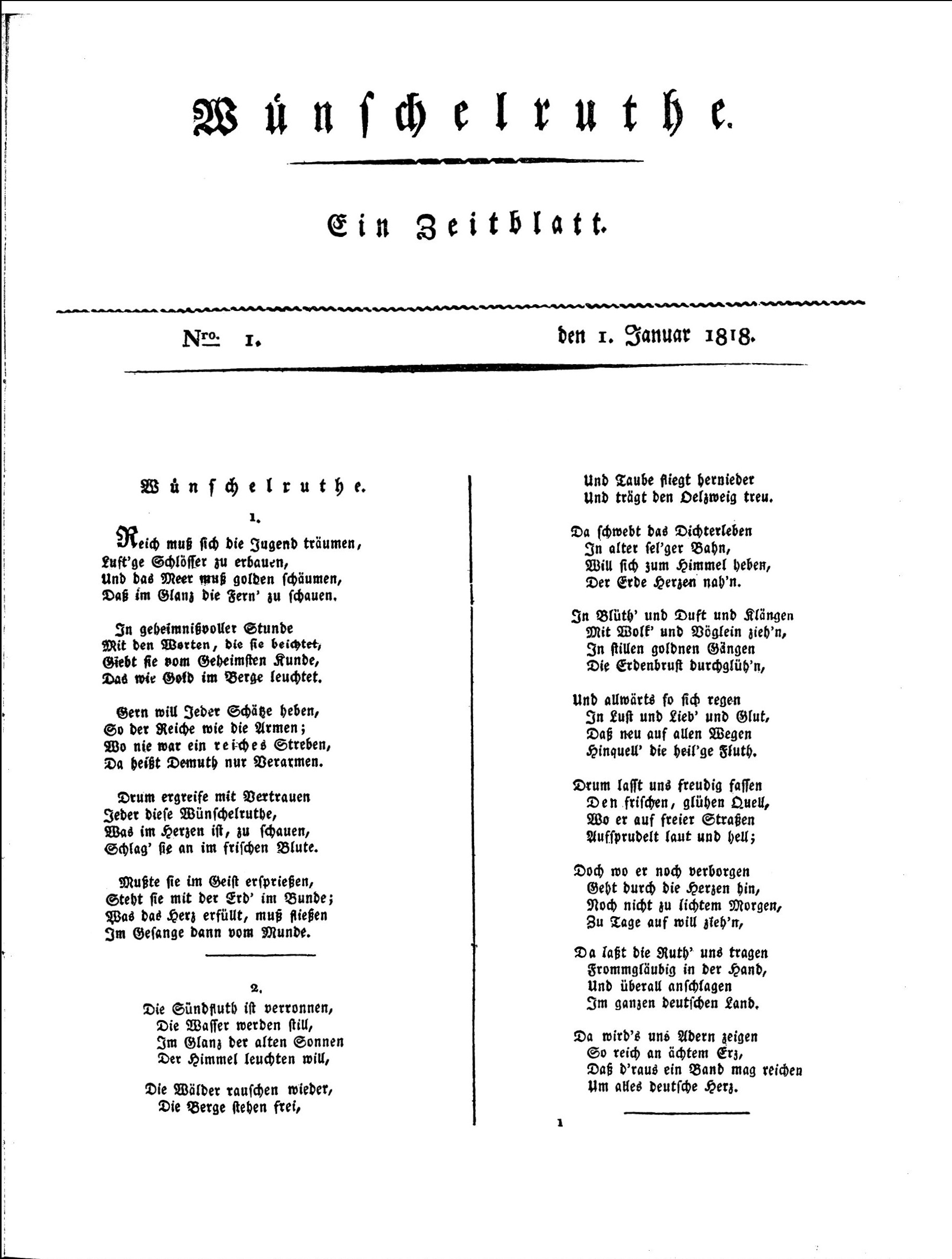
Titel

- Friedrich Wilhelm Valentin Schmidt
- Aloys Schreiber
- Gustav Schwab
- Konrad Schwenck
- Ludwig Uhland
- Friedrich Gottlieb Welcker
- Friedrich August Wernicke
- Karl Friedrich Gottlob Wetzel
- Carl August Heinrich Zwicker